# Spilosmylus bernhardensis
Spilosmylus bernhardensis är en insektsart som beskrevs av Tim R. New 1989. Spilosmylus bernhardensis ingår i släktet Spilosmylus och familjen vattenrovsländor. Inga underarter finns listade i Catalogue of Life.